# Frontière entre le Rwanda et la Tanzanie
La frontière entre le Rwanda et la Tanzanie est une frontière internationale continue longue de 217 kilomètres séparant le Rwanda et la Tanzanie en Afrique de l'Est.

## Description
La frontière est intégralement située sur le cours du Kagera. Elle débute par point triple avec les frontières Burundi-Tanzanie et Burundi-Rwanda. Sur les 218 kilomètres elle emprunte le cours du Kagera pour finir par un point triple entre les frontières Ouganda-Rwanda et Ouganda-Tanzanie.

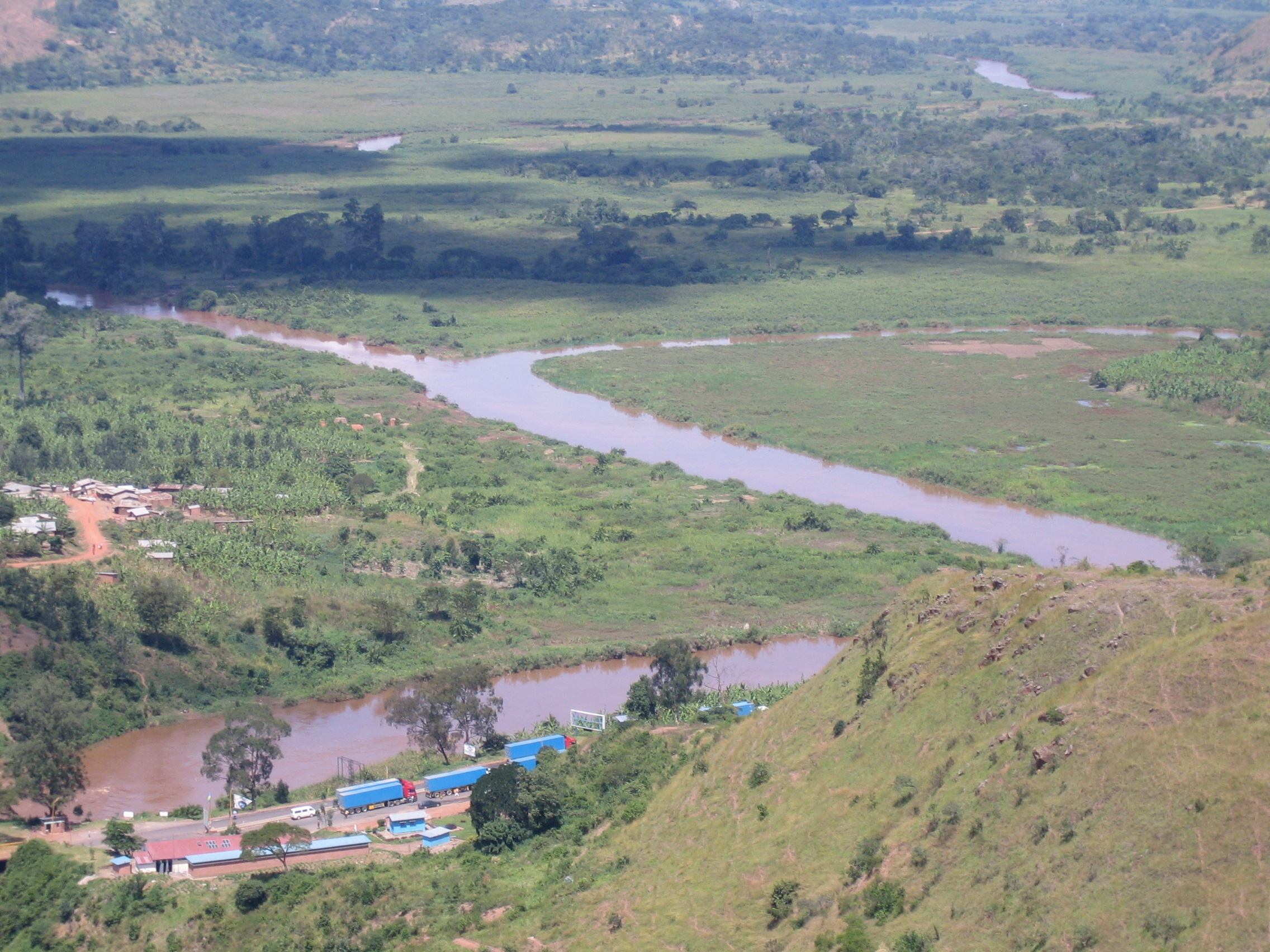
Confluence entre le Ruvubu et le Kagera. Le Kagera sur la droite et le bas de la photo marque la frontière.

## Histoire
Le 28 avril 1994, pendant le génocide au Rwanda, environ 170 000 rwandais franchissement la frontière le même jour.